# 전평역
전평역(錢坪驛)은 조선민주주의인민공화국 자강도 화평군 리평리에 위치한 북부내륙선의 역이다. 화평군에서 가장 서쪽에 있다.

## 연혁
- 1988년 8월 3일 : 자성 - 후주청년 구간 개통과 함께 영업 개시[1][2]